# Museu d'Art Contemporani de Puerto Rico
El Museu d'Art Contemporani de Puerto Rico (MAC) és un museu d'art contemporani localitzat a Santurce, districte de San Juan, Puerto Rico.
El museu va ser fundat per artistes i patrocinadors de la societat civil i fou oficialment constituït el 8 d'octubre de 1984 com a organització sense ànim de lucre. Després de la seva inauguració, el Museu va oferir els seus serveis al llarg dels seus primers quatre anys en espais públics com la «Plaza Las Américas» i a localitzacions dels seus patrocinadors.
El 1988, la Universitat del Sagrat Cor va cedir al museu una casa provisional a l'edifici Magdalena Sofía Barat. Després de 15 anys, el museu va demanar al govern els concedis l'edifici històric Labra a Santurce. El 20 d'octubre de 2002, el museu i la Governadora Sila María Calderón Serra van signar un contracte que va concedir al museu els drets per l'edifici.
El 1986 l'artista Jaime Romano va donar la primera obra per a la col·lecció permanent del MAC: «La transfiguración de Ranuccio Farnese». A aquesta li van seguir obres dels artistes Nelson Sambolín, Luis Hernández Cruz, Antonio Martorell, Arnaldo Roche, Jaime Carrero, Carlos Collazo, Noemí Ruiz, Carmelo Sobrino, Pablo Rubio, Oscar Mestey Villamil i Nick Quijano. La col·lecció del MAC compta en l'actualitat amb aproximadament 1,400 peces de mestres porto-riquenys, caribenys i llatinoamericans.

## Edifici
L'edifici de museu és anomenat Rafael M. Labra. Va ser construït el 1916 com a  part d'un projecte de la comissió Paul G. Miller per la construcció d'escoles públiques en zones urbanes. L'edifici va ser dissenyat per l'arquitecte Adrian C. Finlayson.
L'edifici pertany al Departament d'Educació Pública de Puerto Rico des de la seva construcció i el 1987 va ser registrat com l'Institu Rafael M. Labra en el Registre Nacional de Llocs Històrics del govern dels Estats Units.

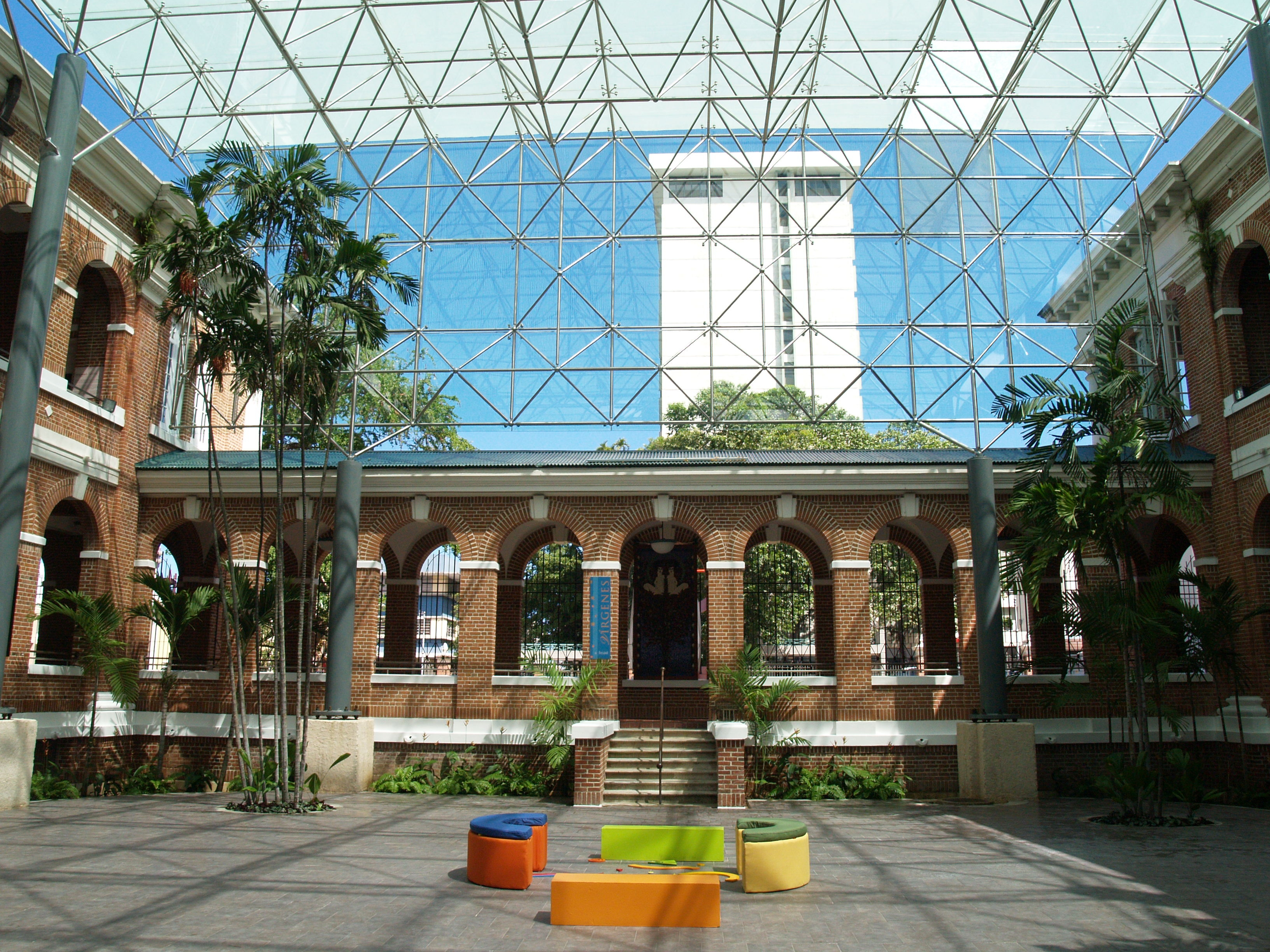
Vista del pati interior del MAC

L'arquitectura és d'estil georgià que va prevaler durant el segle xviii a Anglaterra. La seva restauració va estar a  càrrec de l'arquitecte porto-riqueny Otto Reyes Casanova i va començar el 1995 fins al 2002.
L'estructura té dos pisos amb planta en forma de "U", que es tanca amb una arcada d'un nivell, que mira cap al pati frontal i tanca un pati enfonsat. La façana té dos pòrtics d'ordre toscà d'escala monumental, amb una arcada d'un nivell. Cada pòrtic està aixecat sobre un podi amb escales i té quatre columnes que suporten un pedimento adornat amb denticles i un ull de bou en el seu timpà. La paret es modula amb tres portes amb arc a la part inferior i tres finestres rectangulars a la part superior. Els maons de les parets són de Ponce i formen part de l'ornament de l'estructura que contrasta amb detalls en terracota blanc, com garlandes, claus i motllures. Tots els sostres són a dues aigües amb planxes de zinc. El pati interior enfonsat està envoltat per arcades en ambdós pisos. Al centre, hi ha una font unida al campanar al sostre de la part posterior de l'edifici, que emfatitzen la simetria i acaben la seqüència volumètrica i espacial de l'edifici. Els pisos són de ciment polit i terracota, encara que originalment, els salons tenien pisos de fusta.